# Trachelas macrochelis
Trachelas macrochelis is een spinnensoort uit de familie van de Trachelidae.
De wetenschappelijke naam van de soort werd in 1992 gepubliceerd door Jörg Wunderlich.